# Alfred Coppieters 't Wallant

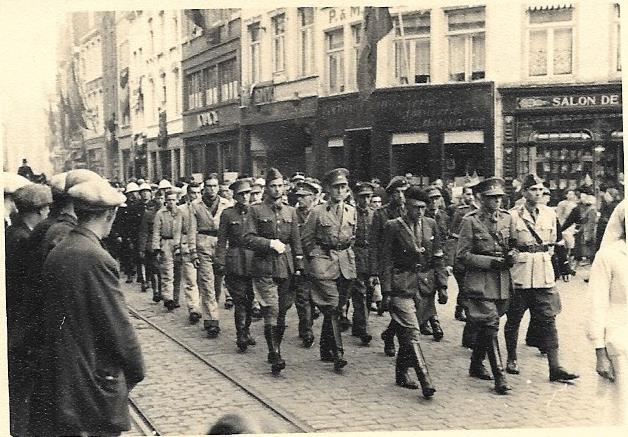
Optocht door de Steenstraat in Brugge van Verzetsgroepen, in september 1944. Op de eerste rij: Alfred Coppieters 't Wallant, majoor Georges Janssens de Bisthoven, luitenant Willy Bruynseraede

Jonkheer Alfred Coppieters 't Wallant (Hasselt, 14 februari 1907 - Brugge, 5 november 1985) was een van de organisators van het Verzet tijdens de Tweede Wereldoorlog in Brugge en het Brugse Ommeland.

## Levensloop
Alfred Coppieters was de tweede zoon van cavaleriekapitein Frédéric Coppieters 't Wallant en Marthe Lenaerts.
Voor de oorlog behoorde hij tot de stichters van de Nationale Partij. Kort na de Duitse bezetting in mei 1940 werd hij actief bij de Nationale Koningsgezinde beweging en vervolgens bij het Belgisch Legioen. Hij werd een actieve leider van het Geheim Leger. Hij was het die Willy Bruynseraede aanzette tot de stichting van de stootgroepen van luitenant Jerôme. Hij was het ook die majoor Georges Janssens de Bisthoven naar Brugge haalde om er, in de laatste fase van de bevrijdingsoorlog, de leiding te nemen over de verzetsgroepen in Brugge en omstreken.
Hij was heel actief in het rekruteren van nieuwe verzetsleden, zoals commandant Robert Kervyn de Merendree en de paters Antoine en Jean de Meester. Zonder de eerste plaats te willen innemen, bleef hij een van de voornaamste organisatoren van het Brugse verzet. Hij controleerde zoveel mogelijk de inlichtingen die door verschillende groepen werden verzameld, alvorens ze naar Londen door te sturen. Hij leidde ook mannen op voor leidende functies binnen het Geheim Leger. Op het ogenblik van de Bevrijding telde het Geheim Leger met zijn talrijke groepen, ongeveer 1600 leden.
Na de Bevrijding werd hij lid van de zending in Nederland van het Belgisch Commissariaat voor de repatriëring.
Op 13 september 1950 publiceerde het Belgisch Staatsblad het volgende: "Hij was de spil van de Brugse sector en nam deel aan hoogst belangrijke informatieopdrachten. Hij stond aan het hoofd van goed georganiseerde groepen die hij had gevormd, nam deel aan de bevrijdingsoperaties en onderscheidde zich tijdens de gevechten aan het Leopoldkanaal." Dit was al voorafgegaan door een lovende vermelding op de dagorder van het Geheim Leger, gedateerd 18 januari 1945.
Na de oorlog werd hij lid van de Edele Confrérie van het Heilig Bloed en werd er proost van in 1951 en kerkmeester in 1952. Hij nam actief deel aan de reorganisatie van de Heilig Bloedprocessie in 1959.
Hij was ook lid van de Confrérie Virga Jesse in Hasselt en commandeur binnen de Ridderorde van het Heilig Graf. 
Alfred Coppieters was in 1930 in Maldegem getrouwd met Suzanne Rotsart de Hertaing (1903-1974), dochter van de Maldegemse burgemeester. Ze kregen zeven kinderen.